# 小林善範
小林善範（日语：／ Kobayashi Yoshinori */?，1953年8月31日—）是日本男性漫畫家，暱稱「Yoshirin」（よしりん），為自營出版社「Yoshirin企劃」（よしりん企画）社長、以及政治運動團體「傲宣道場」主持人。福岡縣福岡市出身。

## 個人簡歷
小林善範於福岡市立福岡商業學校（今福岡市立福翔高等學校）畢業後，畢業於福岡大學人文學部法語科，1975年出道，1976年以搞笑漫畫《直往東大》出道，描寫一位高中畢業生「東大通」立志考取東京大學，最後卻用在補習班無師自通的超能力將東京大學摧毀的故事；之後成為流行漫畫家，1986年又以漫畫《烏龍少爺》當紅，其中漫畫主角御坊茶魔的講話方式成為當時小學生爭相模彷的現象，也引起社會的巨大迴響。小林善紀也獲得手塚賞與小學館漫畫賞的肯定。
1990年代，小林善範改以「思想漫畫」《傲骨宣言》（亦名「傲慢主義宣言」），將日本的部落問題、新興宗教等社會問題與政治變遷作為漫畫題材；但也因為指称奧姆真理教為坂本堤律師一家失蹤事件主犯（后被证实为真），而與奧姆真理教交惡，甚至於險遭神經毒氣攻擊。小林善範也因此與該書的出版者扶桑社交惡，轉至小學館連載；之後又轉至幻冬舍連載。2001年，《傲骨宣言》系列作品《台灣論》繁體中文版在台灣發行，由於對過往日本治下的台灣多所讚賞，在台灣政壇引起對該書持正反方之意見交鋒。

## 個人生活
小林善範頻繁參與毒品、艾滋病問題，以及新歷史教科書編纂會《新歷史教科書》推廣運動，否认南京大屠杀和慰安妇问题的存在。
個人興趣方面有AKB48、摔角等，在AKB48集團的黃金期以其大粉絲而活躍，對AKB48集團各團成員多所讚賞，曾表示喜愛的成員（包括AKB48集團的現役與畢業成員）有大島優子、市川美織、渡邊麻友、渡邊美優紀與村重杏奈，另外曾多次對奪下第5屆選拔總選舉第一名的指原莉乃發表Anti（アンチ，意為反對或抗拒某人）的言論。

## 政治主張
- 鼓吹反美主義，不滿首相安倍晉三過度討好美國。
- 鼓吹大東亞共榮，認為侵華戰爭具有正義性，反對教科書中的自虐史觀。
- 認為日治時期的臺灣優於蔣介石統治下的臺灣，鼓吹臺灣獨立。
- 反對跨太平洋戰略經濟夥伴關係協議、美日安保條約和解禁集體自衛權。
- 支持給予在日永住外國人地方參政權，反對排外主義。
- 支持女性皇族和夫婦別姓。
- 支持立憲民主黨籍眾議院議員山尾志櫻里，在山尾因爆出婚外情而離開民進黨時斥為民進黨的損失，並自稱為「山尾志櫻里當選首相之會」會長以及「山尾的監護人」[5][6]。

## 外部連結
- http://ch.nicovideo.jp/yoshirin （页面存档备份，存于） - 官方Niconico頻道網站
- http://ch.nicovideo.jp/ch411 （页面存档备份，存于） - 官方Niconico頻道網站
- 小林善紀官方網站 （页面存档备份，存于）
- 小林善紀官方部落格 （页面存档备份，存于）